# Antōnīs Koniarīs
Antōnīs Koniarīs (in greco Αντώνης Κόνιαρης?; La Canea, 30 settembre 1997) è un cestista greco.

## Palmarès
- Coppa di Grecia: 2

Panathinaikos: 2014-15, 2015-16